# محاصره ورشو (۱۶۵۶)

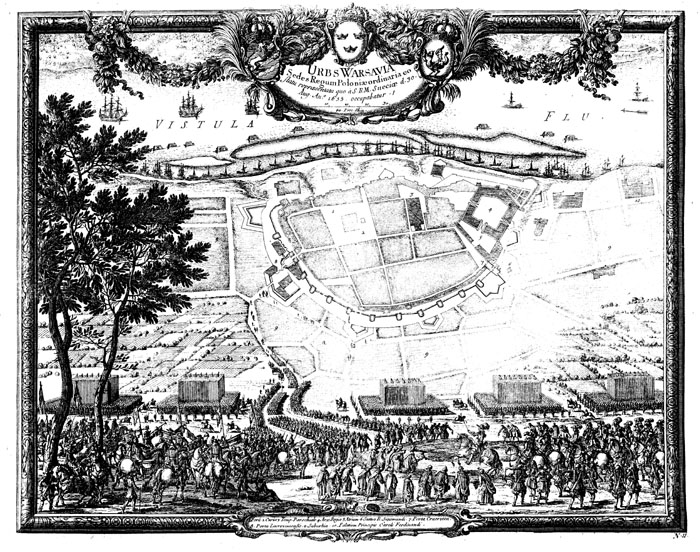
محاصره ورشو

محاصرهٔ ورشو در ۳۰ ژوئن ۱۶۵۶ میلادی میان سوئد و لهستان روی داد. سوئدی‌ها پیش از آن این شهر را، که پایتخت لهستان بود، اشغال کرده بودند و لهستانی‌ها درصدد بودند که آن را از سوئد بازپس گیرند. تلاش آنان موفقیت‌آمیز بود اما تنها یک ماه بعد بار دیگر ورشو بدست سوئدی‌ها افتاد.